# Carola Häggkvist

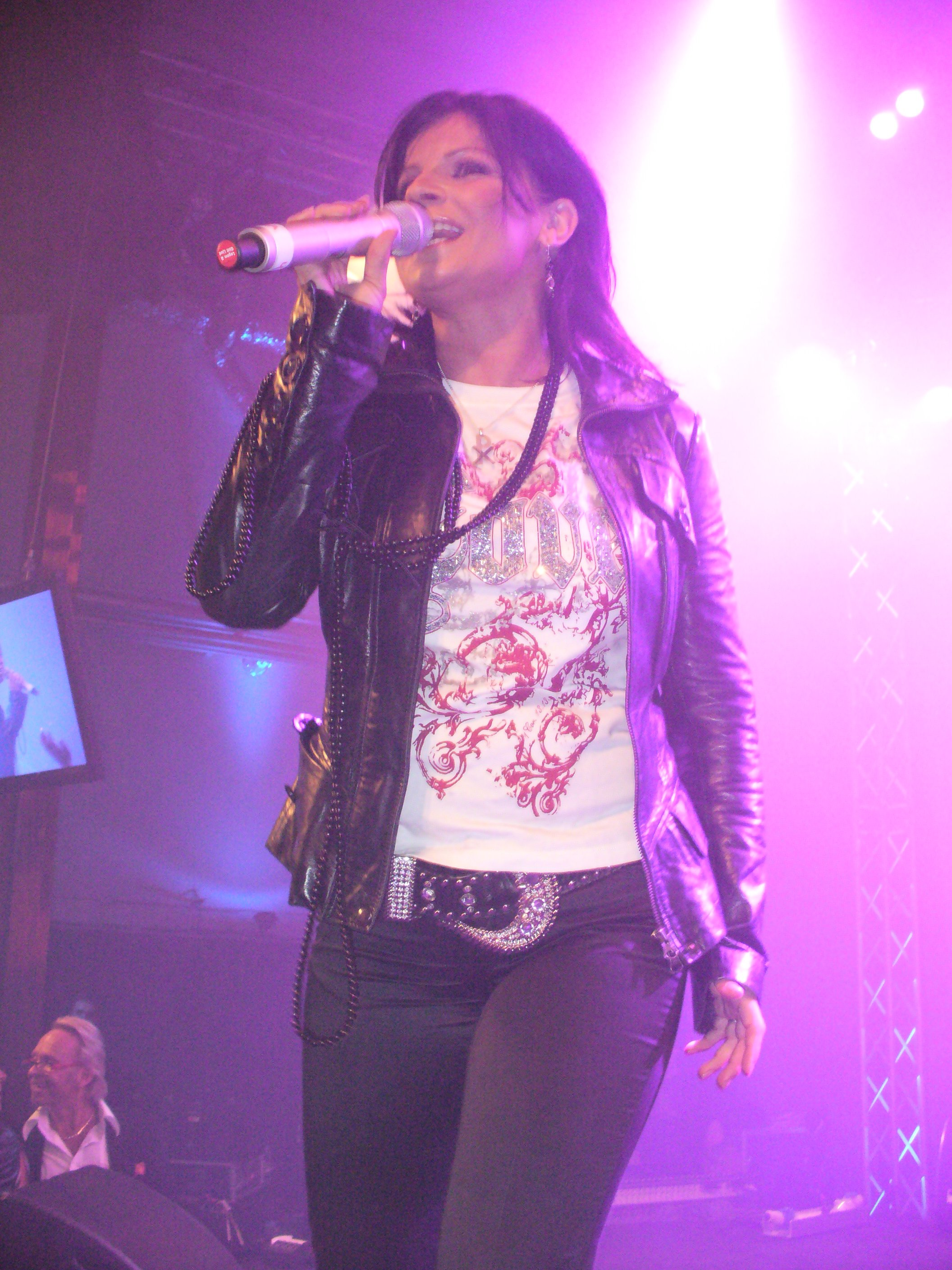
Carola Häggkvist

Carola Häggkvist (n. 8 septembrie 1966, Stockholm, Suedia) este o cântăreață suedeză, câștigătoare a competiției Eurovision în anul 1991. Și-a mai reprezentat țara la edițiile concursului Eurovision din 1983 (locul 3) și 2006 (locul 5).